# 배신 (1964년 영화)
"배신"은 한국에서 제작된 정진우 감독의 1964년 영화이다. 강신성일 등이 주연으로 출연하였고 안태식 등이 제작에 참여하였다.

## 출연

### 주연
- 강신성일
- 엄앵란
- 장동휘

### 조연
- 박예숙

## 기타
- 조명: 고해진
- 미술: 이태선